# 中国化工学会
中国化工学会是中华人民共和国化工科技工作者组成的全国性、学术性、非营利性社会团体，由中国科学技术协会主管。

## 历史沿革
前身是1922年4月23日成立的中华化学工业会和1930年成立的中国化学工程学会。1956年两会合并，成立中国化工学会筹委会。1959年6月合并成中国化学化工学会，侯德榜出任理事长。1963年7月，又分为中国化工学会和中国化学会。